# 郭锦诗
郭锦诗（1963年9月—），2018年起任中共甘肃省委宣传部副部长、省政府新闻办主任。曾任甘肃省精神文明办副主任。

## 生平
籍貫甘肃定西，出生於甘肃临洮，童年經歷甘肅文革。中共党员，教育学学士。